# 健康学部
健康学部（けんこうがくぶ）は、健康学を教育研究するために大学に設置される学部の名称。
東海大学が2018年4月に設置。
このほか、健康学部に類似する学部・学科として駒沢女子大学人間健康学部や日本体育大学体育学部健康学科などがある。

## 健康学部に置かれる学科
- 健康マネジメント学科